# Drosera echinoblastus

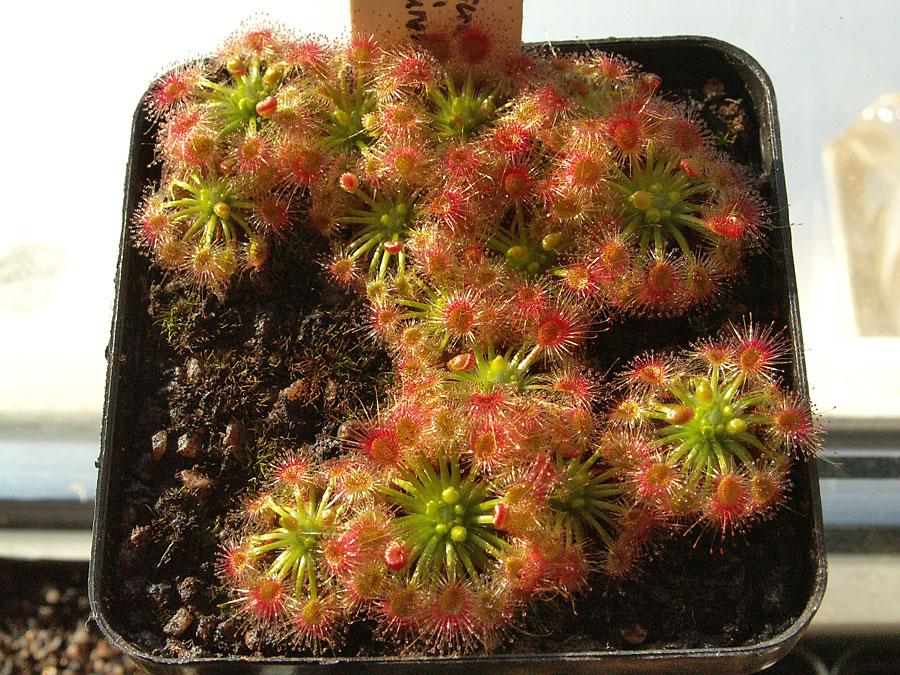
Drosera echinoblastus, Gruppe in Kultur

Verbreitung von Drosera echinoblastus in Australien

Drosera echinoblastus ist eine fleischfressende Pflanze aus der Gattung Sonnentau (Drosera). Sie gehört zur Gruppe der sogenannten Zwergsonnentaue und ist im südwestlichen Australien heimisch.

## Beschreibung
Drosera echinoblastus ist eine mehrjährige, krautige Pflanze. Dieser rosettenbildende Zwergsonnentau erreicht einen Durchmesser von etwa 1,5 cm. Die Sprossachse ist 5 mm lang und nur mit wenigen oder gar keinen welken Blättern der Vorsaison bedeckt. 
Die Knospe der Nebenblätter ist eiförmig, borstig, 7 mm lang und 3 mm im Durchmesser an der Basis. Die Nebenblätter selbst sind 5 mm lang, 4 mm breit und dreilappig. Der mittlere Lappen ist in 3 Segmente unterteilt.
Die Blattspreiten sind kreisförmig und bis zu 2,5 mm im Durchmesser. Die längeren Tentakeldrüsen befinden sich am Rand, kürzere in Inneren. Auch auf der Unterseite sind Drüsenhaare zu erkennen. Die Blattstiele sind bis zu 5 mm lang, an der Basis 0,8 mm breit und verjüngen sich erst ganz am Ende auf bis zu 0,4 mm an der Blattspreite. Sie sind auf der Unterseite mit nur wenigen Drüsenhaaren vereinzelt besetzt. 
Blütezeit ist Oktober bis November. Der Blütenstiel ist bis zu 12 cm lang und an der Basis mit einigen Drüsen besetzt. Deren Verteilung wird zur Spitze hin immer dichter. Der Blütenstand ist ein Wickel aus 9 bis 12 Blüten an rund 2 mm langen Blütenstielen. Die umgekehrt eiförmigen Kelchblätter sind 3 mm lang und 2 mm breit. Die Oberfläche ist ebenfalls mit zylindrisch gestielten Drüsen besetzt. Die länglichen, orangefarbigen Kronblätter sind  inklusive des keilartigen Fingers an der Basis 9 mm lang und 3,5 mm breit.
Die fünf Staubblätter sind 1,1 mm lang. Die Staubbeutel sind grünlich-weiß und die Pollen gelb. Der blassgrüne Fruchtknoten ist umgekehrt eiförmig, 1 mm lang und 1 mm im Durchmesser. Die 3 gelblich grünen Griffel sind 1 mm lang unter der Narbe und 0,5 mm lang darüber. Die Narben sind gelblich grün, sichelförmig, 2 mm lang und 0,15 mm im Durchmesser, der sich bald auf 0,2 mm erweitert und sich dann auf ein gerundetes Ende zuspitzt.
Typisch für Zwergsonnentaue ist die Bildung von Brutschuppen: Die annähernd eiförmigen, relativ dünnen Brutschuppen werden gegen Ende November bis Anfang Dezember in großer Zahl gebildet und haben eine Länge von ca. 1,4 mm und eine Breite von 1,1 mm.
Die Chromosomenzahl beträgt 2n = 20.

## Verbreitung, Habitat und Status
Drosera echinoblastus kommt nur an zwei Standorten im äußersten Südwesten Australiens vor. In einer Region am Hill River nördlich von Cataby und bei Cranbrook. Die Pflanze gedeiht dort auf Sandböden unter und zwischen niedrigen Büschen.

## Systematik
Der Name "echinoblastus" kommt aus dem Griechischen und bedeutet "igelähnliche, stachelförmige Ruheknospe" (echino = igelähnlich, stachelartig; blastus = Ruheknospe). Drosera echinoblastus wurde 1992 von Allen Lowrie und Neville Graeme Marchant als Art beschrieben.